# Міхня Ґеорґіу
Міхня Ґеорґіу (рум. Mihnea Gheorghiu; *5 травня 1919, Бухарест — †11 січня 2011) — румунський письменник, сценарист, літературознавець, критик, перекладач і педагог. Член Румунської академії (1996).

## Біографія
У 1963-1965 голова Ради з питань кінематографії. Президент Академії соціальних і політичних наук. Завідувач кафедри театрознавства та кінознавства Національного університету театру і кіно «І. Караджале». Професор. Переклав на румунську мову твори Шекспіра, Гарсіа Маркеса.
Він є батьком Мануелея Георгіу, кінокритика і професора університету UNATC. Міхнеа Георгіу помер у віці 92 років 11 грудня 2011 року.

## Вибрана фільмографія

### Сценарист
- 1962 — Франко-порт / Porto-Franco
- 1962 — Тудор / Tudor
- 1966 — Під сузір'ям Діви / Zodia Fecioarei
- 1972 — Втрачений ліс / Padurea pierduta
- 1973 — Кантемир / Cantemir
- 1975 — Гіперіон / Hyperion
- 1975 — Румунський мушкетер / Muschetarul român
- 1978 — Тенасе скотився / Tănase Scatiu
- 1980 — Беребіста / Burebista

## Нагороди
- Національний орден «За заслуги» (Румунія)